# 渋谷区スポーツセンター
渋谷区スポーツセンター(しぶやくスポーツセンター)は、東京都渋谷区西原にある総合体育館。

## 経緯
渋谷区内には、国立代々木競技場や東京体育館など大型の体育施設はあるものの、渋谷区民が気軽に利用できるものとは言えなかった。1970年代当時は、区内の中学校の体育施設の開放、世田谷区の二子玉川にある多摩川河川敷グラウンドの開放などで対応していたものの、区民のスポーツ需要に対して十分とは言えず、総合体育館の建設が望まれていた。そのような中、1978年に渋谷区西原にあった東京教育大学体育学部が茨城県つくば市に移転する事が決定し、跡地は43000平方メートルと、区内に出来た用地としては広大なものであった。区としてはここに総合体育館の建設をすべく、渋谷区に関係する国会議員や都議会議員そして各種団体の代表の協力のもと、1977年に「東京教育大学体育学部移転跡地獲得渋谷区民連盟」が結成された。会長は区内在住の金メダリスト織田幹雄が就任した。獲得運動には渋谷駅前でチラシを配ったり、区内全域に署名運動をするなど全区的な運動となった。署名は74000人分集まり、署名簿を管轄していた当時の大蔵省に提出し、陳情した。区議会の方でも「教育大跡地獲得特別委員会」が発足し、区と区議会、住民による粘り強い交渉が行われた。こうして跡地の6割に当たる24000平方メートルの払下げが1982年に正式に決定した。跡地の獲得が現実的となった1981年には学識経験者、区議会議員などで構成された「渋谷区民総合体育施設建設委員会」が設置され、体育施設についての具体的な答申がなされた。こうした答申をもとに助役を委員長として「区民総合体育施設建設準備委員会」が設置され、何度も検討が加えられ、1982年7月に基本計画が決定し、区議会の議決を経て、1983年に工事は着工され、1985年に完成した。同年区民から名称が募集され、「渋谷区スポーツセンター」となった。同時に答申の主旨を尊重し、二子玉川区民運動施設、代々木西原公園庭球場、代々木大山公園運動場がスポーツセンターの管轄の施設となった。

## 施設概要
参照 
- 1階…温水プール(25m)、子供用プール、第一武道場(13×17ｍ　剣道、空手道、軽体操などに利用できる)、第二武道場(13×17ｍ柔道、合気道、軽体操などに利用できる)、第三武道場(弓道、アーチェリーに利用できる)
- 2階…トレーニング室(202平方メートル)、軽食ラウンジ、大体育室(32×43ｍ　バレーボール3面 バスケットボール2面 バドミントン10面 卓球24台利用可能)
- 3階…大体育室の観覧席(196席)、小体育室(20ｍ×23ｍ バレーボール1面 卓球10台 バドミントン2面利用可能)、幼児体育室(170平方メートル)、第1スタジオ、第一会議室、第二会議室、第三会議室
- 屋外…運動場(サッカー1面　少年野球2面利用可能)、庭球場(砂入り人工芝コート4面 硬式テニス、ソフトテニス両方可能)、フットサル場、壁打ち練習場、相撲場

なお、個人利用の場合渋谷区在住・在勤・在学の人以外は利用できない。

## 交通アクセス
- 京王新線「幡ヶ谷駅」徒歩6分・小田急小田原線・東京メトロ千代田線「代々木上原駅」徒歩15分
- 渋谷駅よりバス（都営バス・京王バス渋63・渋66系統）「幡代」5分、「幡ヶ谷」7分、ハチ公バス（春の小川ルート）「ケアコミュニティ・せせらぎ」 2分

## 関連施設
渋谷区スポーツセンターが管轄する渋谷区の運動施設

### 代々木西原公園庭球場
代々木西原公園内にあるテニスコート。人工芝のコートが2面ある。1965年の設置。
- 所在地…東京都渋谷区西原1丁目47-8
- 交通…小田急線代々木八幡駅 徒歩10分　渋谷駅よりバス渋63・渋66系統「八幡下」下車 5分
- 営業時間:午前9時から午後9時まで

### 代々木大山公園運動場
代々木大山公園内にある少年野球場。1974年の設置。
- 所在地…東京都渋谷区西原2丁目53-1
- 交通・京王新線幡ヶ谷駅徒歩10分、小田急線・東京メトロ千代田線 代々木上原駅徒歩10分
- 営業時間…午前9時から午後5時まで

### 二子玉川区民運動施設
東京都世田谷区の二子玉川の多摩川河川敷にある野球場・運動場・庭球場。1971年の設置。面積67572平方メートル。、
- 野球場（5面）
- 運動場（1面）
- 庭球場（5面）[12]
- 所在地…世田谷区鎌田1-1-2先（現地）世田谷区玉川3-3-11（管理事務所）
- 交通：東急田園都市線・東急大井町線二子玉川駅10分
- 営業時間…午前9時から午後5時まで